# Frank Vandenbroucke
Frank Vandenbroucke (Mouscron, Valònia, 6 de novembre de 1974 - Saly Portudal, Senegal, 12 d'octubre de 2009) va ser un ciclista belga, professional des de 1994 fins al 2009, any de la seva mort. Va aconseguir grans èxits de ben jove, fins i tot algunes proves clàssiques com la París-Niça, la Lieja-Bastogne-Lieja o la Gant-Wevelgem. Aquestes victòries el van portar a la fama al seu país. Aquest èxit es va veure trencat pels problemes de dopatge, de drogues i familiars. Malgrat intentar-ho no va tornar a aconseguir el nivell anterior, fins i tot va tenir un intent de suïcidi el 2007. Dos anys després va ser trobat mort en un hotel del Senegal, a causa d'una doble embòlia pulmonar.
El seu oncle Jean Luc i el seu cosí Jean-Denis també foren ciclistes professionals.

## Palmarès
- 1993
  - Vencedor d'una etapa al Tríptic de les Ardenes
- 1994
  - Vencedor d'una etapa al Tour del Mediterrani
- 1995
  - 1r a la Cholet-Pays de Loire
  - 1r a la París-Brussel·les
  - Vencedor d'una etapa a la Volta a Luxemburg
- 1996
  - 1r al Trofeu Laigueglia
  - 1r al Gran Premi de l'Escaut
  - 1r al Gran Premi de Plouay
  - 1r a la Binche-Tournai-Binche
  - 1r a la Volta a Àustria i vencedor de 4 etapes
  - 1r al Tour del Mediterrani i vencedor d'una etapa
  - Vencedor de 4 etapes al Tour de Valònia
- 1997
  - 1r a la Volta a Colònia
  - 1r al Trofeu Matteotti
  - 1r a la Volta a Luxemburg i vencedor d'una etapa
  - Vencedor de 3 etapes a la Volta a Àustria
- 1998
  - 1r a la Gant-Wevelgem
  - 1r a la Clàssica d'Ordizia
  - 1r a la París-Niça i vencedor de 2 etapes
  - 1r al Tour de Valònia i vencedor de 2 etapes
  - 1r a la Volta a Galícia i vencedor d'una etapa
- 1999
  - 1r a la Lieja-Bastogne-Lieja
  - 1r al Gran Premi d'Obertura La Marseillaise
  - 1r al Circuit Het Volk
  - Vencedor de 2 etapes a la Volta a Espanya i 1r de la classificació per punts
  - Vencedor d'una etapa a la Volta a Andalusia
  - Vencedor d'una etapa a la París-Niça
  - Vencedor d'una etapa als Tres Dies de la Panne
- 2004
  - 1r al Gran Premi Marcel Kint
- 2005
  - 1r al Gran Premi Marcel Kint
- 2009
  - Vencedor d'una etapa al Boucle de l'Artois

### Resultats al Tour de França
- 1997. 50è de la classificació general
- 2000. Abandona (10a etapa)

### Resultats a la Volta a Espanya
- 1998. Abandona
- 1999. 12è de la classificació general i vencedor de 2 etapes. 1r de la classificació per punts
- 2003. Abandona